# Llista de batles de Consell
Llista de Batles de Consell.
- Bartomeu Ordinas Villalonga (1925-1930)
- Antoni Gamundí Ordinas (1930-1931)
- Pere Isern Gelabert (1931-1936)
- Josep Pizà Moya (1936)
- Llorenç Ripoll Campins (1936-1937)
- Jaume Pol Company (1937-1938)
- Pere Perelló Perelló (1938-1941)
- Baltasar Isern Sampol (1941-1946)
- Anderu Vidal Isern (1946-1953)
- Bartomeu Garcias Amengual (1953-1954)
- Antoni Oliver Amengual (1953-1956)
- Antoni Gamundí Amengual (1956-1962)
- Joan Fiol Ramonell (1962-1971)
- Joan Coll Vidal (1971-1976)
- Joan Josep Fiol Paracuellos (1976-1979)
- Guillem Gelabert Pol (1979-1983)
- Joan Bibiloni Fiol (1983-2003)
- Antoni Amengual Perelló (2003-2006)
- Arnau Ramis Pericàs (2006-2007)
- Andreu Isern Pol (2007-2009)
- Bartomeu Nadal Pol (2009-2011)
- Andreu Isern Pol (2011-)[1]